# Simão Dias
Simão Dias is een gemeente in de Braziliaanse deelstaat Sergipe. De gemeente telt 44.387 inwoners (schatting 2009).

## Aangrenzende gemeenten
De gemeente grenst aan Poço Verde, Tobias Barreto, Riachão do Dantas, Lagarto, Pedra Mole, Pinhão en Paripiranga (BA).

## Geboren
- Belivaldo Chagas (1960), gouverneur van Sergipe[1]